# 阿蒙德鎮區 (明尼蘇達州大石湖縣)
阿蒙德鎮區（英語：Almond Township）是位於美國明尼蘇達州大石湖縣的一個行政鎮區。

## 地方資料
阿蒙德鎮區的面積為90.10平方千米，當中陸地面積為86.00平方千米，而水域面積為4.10平方千米。根據2020年美國人口普查的數據，當地共有人口107人，而人口密度為每平方千米1.19人。